# Močvarnokrijski jezik
Swampy Cree jezik (ISO 639-3: csw; west main cree, west shore cree, york cree; močvarnokrijski jezik), jedan od centralnoalgonkijskih jezika kojim govore Močvarni Cree ili Maskegon, ogranak Cree Indijanaca u močvarnim predjelima južne Kanade u Saskatchewanu i sjeverozapadnoj obali Jamesovog zaljeva. Član je makrojezika cree [cre].
Postoje dva dijalekta, istočni i zapadni. 4 500 govornika (1982 SIL) od 5 000 etničkih Močvarnih Krija.

## Vanjske poveznice
- Ethnologue (14th)
- Ethnologue (15th)